# Серёгин, Пётр Егорович
Пётр Его́рович Серёгин (16 июня 1912, Москва, Российская империя — 17 января 1987, Москва, СССР) — советский футболист и судья, выступал на позиции нападающего.

## Биография
В 1938 и 1939 годах Серёгин играл за клубные команды московского «Спартака» и «Динамо». В 1939 он дебютировал в чемпионате СССР. Это произошло 18 мая в гостевой встрече со сталинградским «Трактором». Серёгин открыл счёт на 27-й минуте, однако затем «Трактор» забил три гола и выиграл. 24 мая Пётр сыграл свой второй и последний матч за «Динамо». Позже он провёл один матч в группе «Б» за минский «Спартак», а в 1940 вновь был в составе клубной команды «Динамо».
С 1954 по 1963 год Пётр Серёгин судил матчи чемпионата СССР и Спартакиады народов СССР 1956 года в качестве главного и линейного арбитра. 24 января 1963 года получил звание судьи всесоюзной категории. Позже он работал в Московской городской коллегии судей и в одной из пожарных частей на спортивной работе.
Также являлся судьей всесоюзной категории по хоккею с мячом (1960). Представлял общество «Динамо» (Москва).
Похоронен на 9-м участке Головинского кладбища.